# Służący

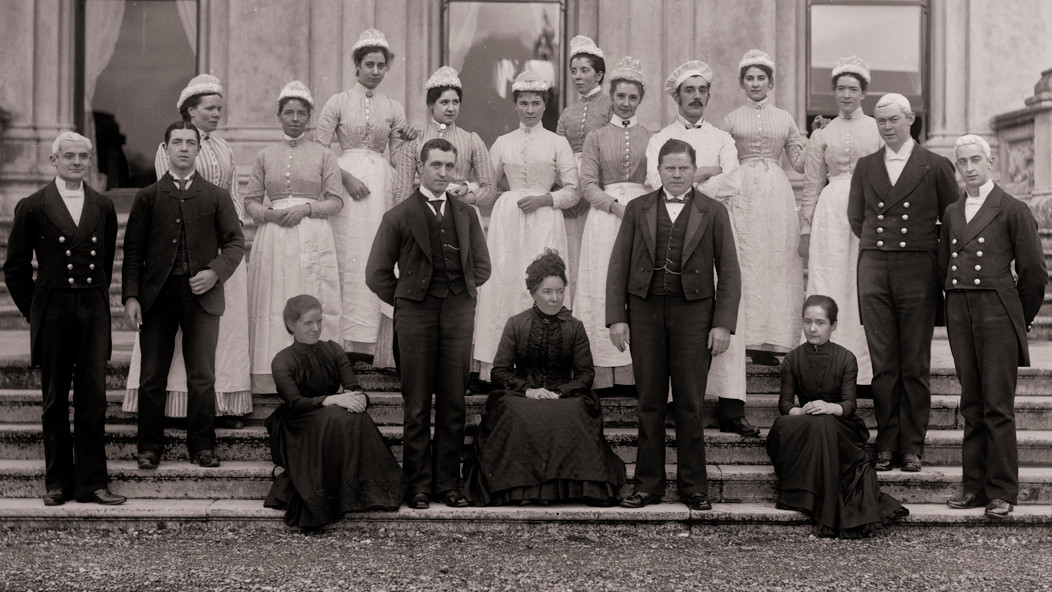
Służba domowa w posiadłości Curraghmore w Irlandii (1905 r.)

Służący (służąca, sługa, służka, także: pomoc domowa, podręczny, podręczna, posługacz, posługaczka, pachołek) – osoba zajmująca się zawodowo wykonywaniem określonych prac domowych i usług w posiadłości swego pracodawcy, często łącznie z zakwaterowaniem.

## Specjalizacje
Zakres kompleksowych prac związanych z obsługą domu wraz z jego obejściem oraz domowników i ich ewentualnych gości może być bardzo szeroki, z tego też względu wśród służących wykształciły się wąskie specjalizacje.
w ramach obsługi domu i domowników:
- garderobiana/garderobiany
- gosposia
- kamerdyner
- kawiarka
- klucznik/odźwierny
- kucharz, pomoc kuchenna, podkuchenna
- lokaj, hajduk
- ochroniarz
- pokojówka
- praczka
- pucybut
- sekretarz
- szofer
- sprzątacz/sprzątaczka

w ramach opieki i wychowania dzieci:
- guwernantka/guwerner
- mamka
- niania

w ramach obsługi gospodarstwa i obejścia:
- kawalkator
- koniuszy
- ogrodnik

w ramach zarządzania i nadzoru nad służbą:
- majordom
- ochmistrz/ochmistrzyni

Pokojówka
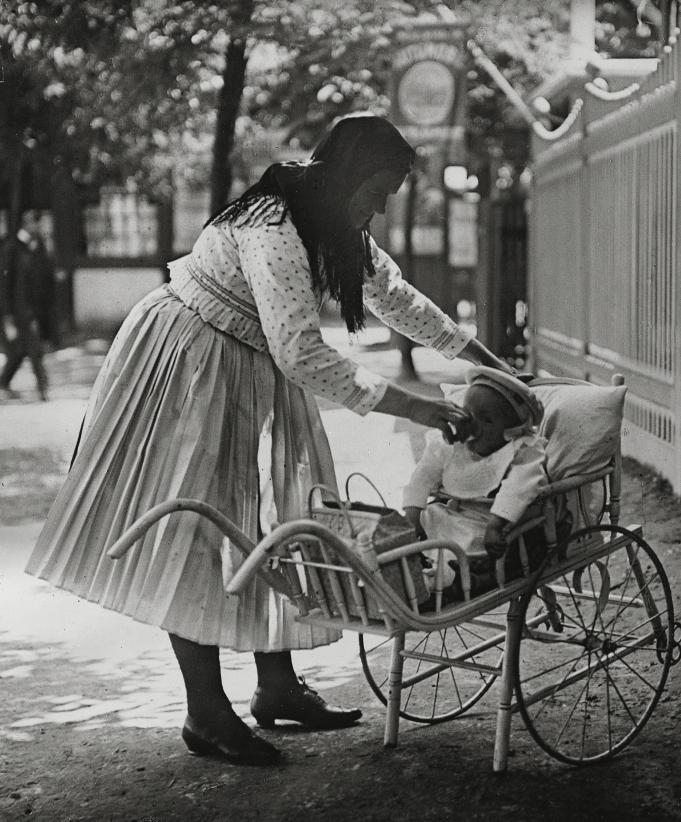
Niania
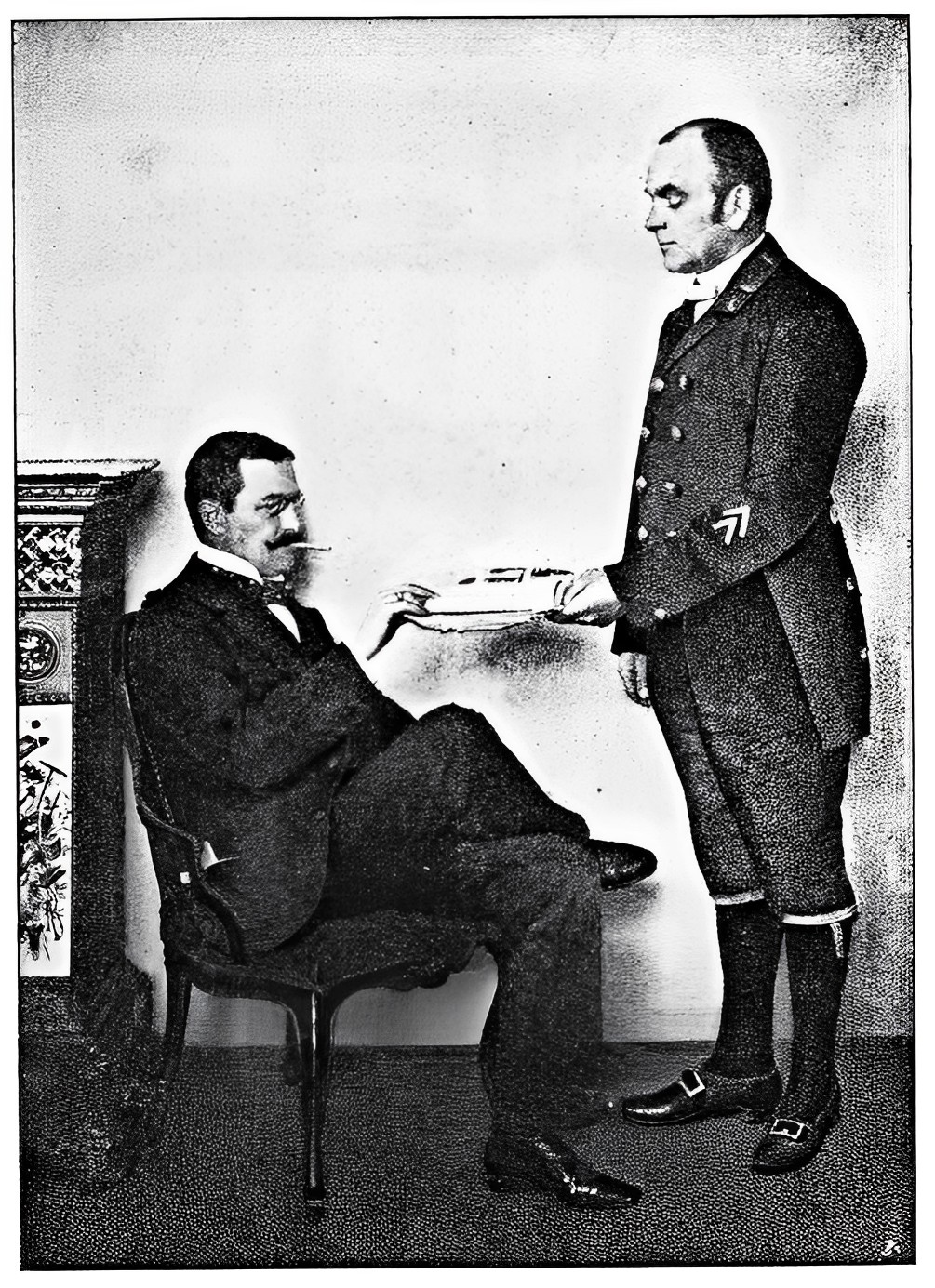
Kamerdyner
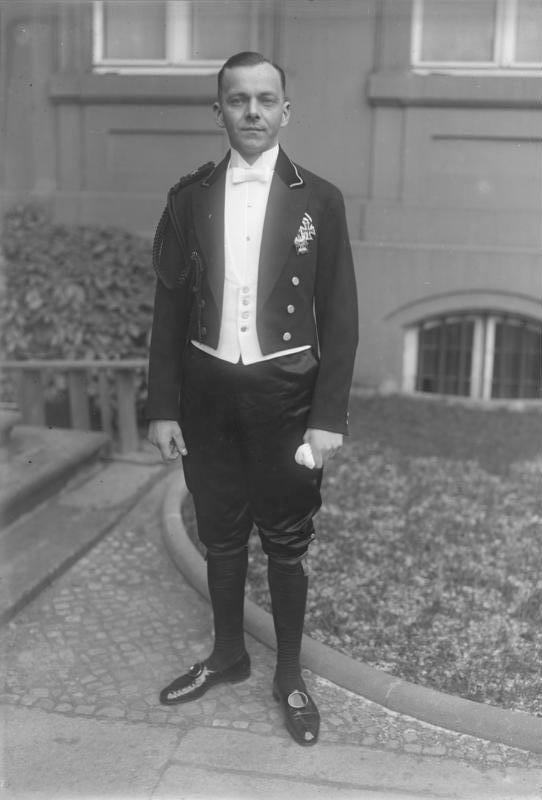
Lokaj
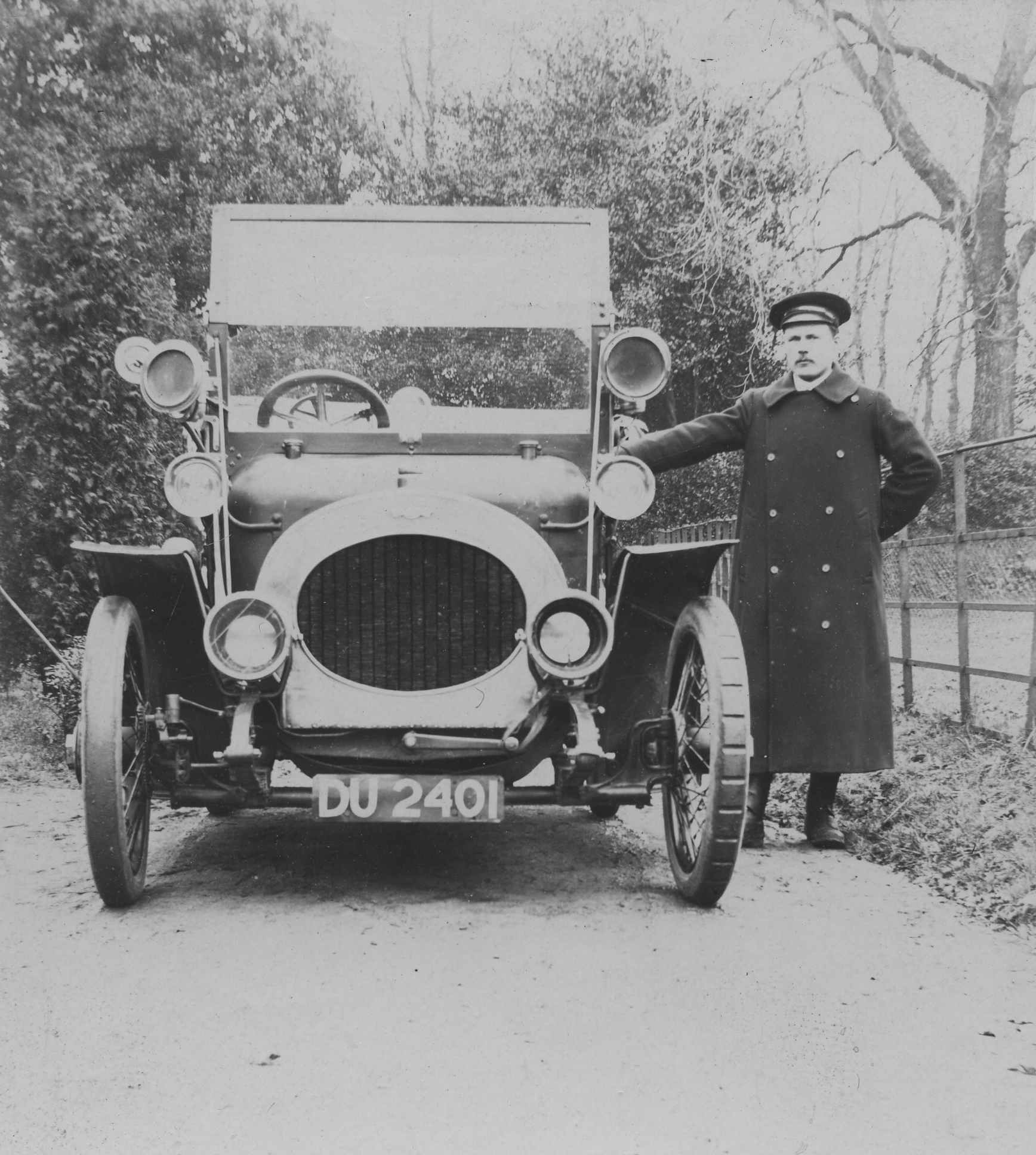
Szofer
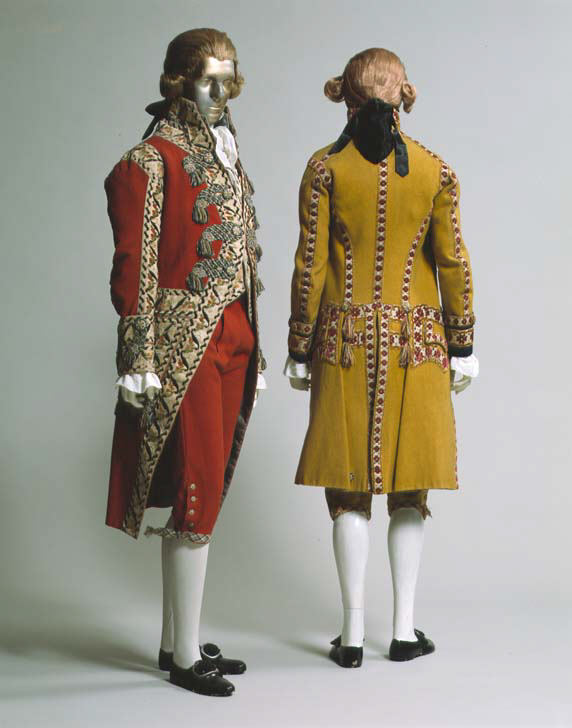
Liberia służących z początku XIX w.

## Sławni służący
- John Brown – służący królowej Wielkiej Brytanii Wiktorii
- François Ravaillac – francuski służący i nauczyciel, zabójca Henryka IV Burbona, króla Francji i Nawarry.
- Avis Crocombe – służąca lordowi i lady Braybrooke, kuchmistrzyni w Audley End, spopularyzowana w XXI wieku dzięki serii kulinarnej „The Victorian Way” tworzonej przez English Heritage w serwisie YouTube[2]

## Znani służący fikcyjni
- Sancho Pansa – sługa Don Kichota bohatera powieści Miguela de Cervantesa
- Sam Weller – służący pana Pickwicka z powieści Klub Pickwicka
- Passepartout (Obieżyświat) – służący Phileasa Fogga, bohatera powieści Juliusza Verne’a W osiemdziesiąt dni dookoła świata
- Dyndalski – szef służby Cześnika w Zemście Aleksandra Fredry
- Rzędzian – służący Jana Skrzetuskiego w Ogniem i mieczem
- Pani Hudson – gosposia Sherlocka Holmesa i Billy, jego służący
- Jeeves – bohater humorystycznych powieści i opowiadań P.G. Wodehouse’a
- Bernardo – służący Zorro
- Alfred Pennyworth – służący oraz najbliższy przyjaciel Bruce’a Wayne’a – Batmana.
- Sebastian Michaelis – służący z mangi Kuroshitsuji.